# Amy Carlson
Pour les articles homonymes, voir Amy Carlson (Mother God) et Carlson.
Amy Carlson est une actrice américaine née le 7 juillet 1968 à Glen Ellyn (Illinois).
Elle débute avec le rôle de Josie Watts dans le feuilleton télévisé Another World (1993-1998) mais se fait réellement connaître grâce au rôle d'Alex Taylor dans la série télévisée dramatique New York 911(2000-2003).
Elle connait une période de retrait à la suite des échecs successifs de la série western Peacemakers (2003) et de la série judiciaire New York, cour de justice (2005-2006) mais parvint à faire son retour avec la série policière d'action Blue Bloods (2010-2017).

## Biographie

### Jeunesse et formation
Elle grandit dans la région de Chicago. À l'adolescence, elle et sa famille emménagent au Moyen-Orient où ses parents, Bob et Barb, enseignaient à l’American School. Elle a trois frères et sœurs, les sœurs Betsy et Lori et le frère Joe.
Depuis son enfance, elle est habituée à voyager avec sa famille. En effet, durant les vacances scolaires, la famille passait chaque été ensemble à voyager et camper partout aux États-Unis et en Europe.
Elle montre un intérêt pour le milieu artistique en jouant dans des productions scolaires et en remportant des concours d'écriture. Au lycée, elle est une athlète prometteuse mais une blessure à l'université la freine dans son élan et elle choisit alors de se tourner vers le théâtre.
Elle fréquente le Knox College à Galesburg, dans l'Illinois et obtient son baccalauréat avec mention en histoire de l'Asie de l'Est avec option théâtre.

### Débuts etAnother World(1992-1999)
Carlson fait ses débuts en 1992 dans le film The Babe d'Arthur Hiller qui retrace la carrière du joueur de baseball Babe Ruth depuis son enfance jusqu'à sa retraite.
L'année suivante, en 1993, elle décroche le rôle de Josie Watts dans le soap Another World. Ce feuilleton télévisé lui permet d'être proposé pour le Daytime Emmy Awards de la meilleure actrice secondaire dans une série télévisée dramatique.
En 1994, elle se rend au Rwanda après la guerre pour aider les secours.
En 1998, elle côtoie notamment Jennifer Jason Leigh, Ted Danson et Marg Helgenberger dans le téléfilm Thanks of a Grateful Nation qui sera nommé dans plusieurs cérémonies de remises de prix aux États-Unis.
Cette même année elle quitte le soap.
Elle enchaîne alors plusieurs apparitions à la télévision (NYPD Blues, New York, unité spéciale, Les Experts) et obtient un rôle dans le film Everything Put Together de Marc Forster le futur réalisateur de deux succès au box-office mondial : Quantum of Solace et World War Z.

### New York 911et succès (2000-2003)

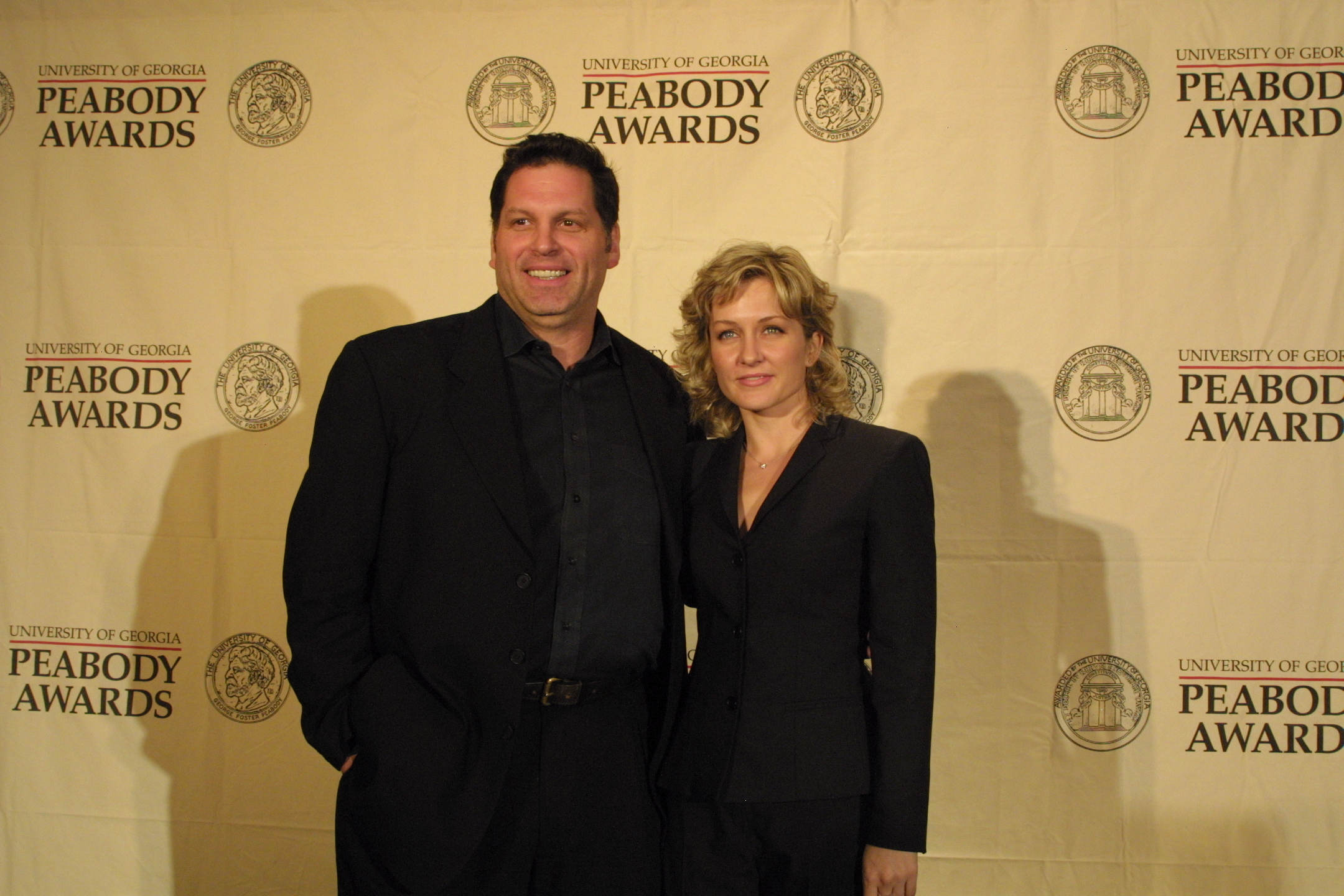
Skipp Sudduth et Amy Carlson, lors des Peabody Awards 2002, pour la série télévisée New York 911.

En 2000, elle est tête d'affiche de l'éphémère série Falcone avec Jason Gedrick, avant d'obtenir le rôle de la secouriste et pompier Alexandra "Alex" Taylor dans la série dramatique New York 911, ce qui la révèle au grand public.
New York 911 (Third Watch) est une série appartenant au même univers télévisuel qu'Urgences et suit le quotidien de policiers, secouristes et pompiers. La série séduit immédiatement le public et la critique, qui lui décerne de nombreux prix. Si la comédienne ne remporte pas de récompenses, elle gagne l'adhésion du public.
Elle incarne ce personnage jusqu'en 2003, lorsque son personnage meurt coupée en deux lors d'une intervention sur les lieux d'un accident dans un épisode bouleversant.

### Perte de vitesse et retrait (2004-2009)
Carlson devient alors l'une des têtes d'affiche de la série Peacemakers aux côtés notamment de Tom Berenger. La série s'arrête cependant au bout de 9 épisodes.
En 2005, Amy Carlson fait partie du casting principal de la nouvelle série de la franchise Law & Order : New York, cour de justice. Mais c'est encore un échec car la série s'arrête au bout de 13 épisodes.
Carlson fait alors quelques apparitions à la télévision et au cinéma mais s'occupe surtout de sa famille. Elle est quand même à l'affiche du film d'horreur Anamorph avec Willem Dafoe en vedette, puis elle occupe le rôle principal du téléfilm policier Une preuve de trop d'Arthur Allan Seidelman aux côtés de Thomas Ian Griffith.
Entre-temps, elle travaille également dans le secteur de la musique indépendante en tant que copropriétaire du label indépendant Frenchkiss Records. Elle fonde également son propre groupe qu'elle nomme MSG puis Porridge.
À la fin des années 2000, elle joue les guest-star dans des séries policières comme NCIS : Enquêtes spéciales et Esprits criminels.

### Blue Bloodset cinéma indépendant (2010-)
En 2010, elle effectue un retour remarqué dans la série Blue Bloods aux côtés notamment de Tom Selleck.
Parallèlement à son engagement dans la série, elle tourne essentiellement pour le cinéma indépendant. Mais elle intervient néanmoins dans le blockbuster fantastique Green Lantern, sorti en 2011.
En 2017, elle annonce quitter la série au terme de la septième saison , après avoir joué dans 155 épisodes,,, une décision émanant de l'actrice elle-même et non des membres du réseau CBS.
Elle poursuit dans un cinéma indépendant en étant à l'affiche de la comédie dramatique Landline de la réalisatrice Gillian Robespierre.
En 2018, elle renoue avec NBC pour jouer en tant que guest-star dans une nouvelle série dramatique du réseau The Village,,.

### Vie privée
En 1997, elle rencontre son futur mari, Syd Butler lors d'une soirée organisée en l'honneur de l'émission de variété Saturday Night Live. Le couple se marie en mai 2004 et a deux enfants : une fille, Lyla, née en octobre 2006 et un fils, Nigel, né en août 2009.
Elle est une amie de Jorja Fox, qu'elle a rencontrée en 1993, sur le tournage de la série télévisée Missing Persons qui était la première apparition à la télévision de Carlson.

## Filmographie

### Cinéma

#### Court métrage
- 2010 : Trio de Danny Aiello III

#### Longs métrages
- 1992 : The Babe d'Arthur Hiller : Girl On Stairs
- 2000 : Everything Put Together de Marc Forster : Jane
- 2002 : Winning Girls Through Psychic Mind Control de Barry Alexander Brown : Kathy
- 2002 : Stella Shorts 1998-2002 de Michael Ian Black, Michael Showalter et David Wain : Hippy Girl (videofilm)
- 2006 : Khan kluay de Kompin Kemgumnird et Tod Polson : Nuan / Cha / Cow (voix)
- 2007 : Anamorph de Henry Miller : Alexandra Fredericks
- 2011 : Green Lantern de Martin Campbell : Jessica Jordan
- 2014 : Hits de David Cross : Christina Casserta
- 2015 : Sight Unseen de John Petrini : Rachel Sampson
- 2016 : Natural Selection de Chad L. Scheifele : Laura
- 2017 : Landline de Gillian Robespierre : Carla
- 2018 : The Incoherents de Jared Barel : Jerry
- 2018 : A Bread Factory, Part One de Patrick Wang : Grace

### Télévision

#### Téléfilms
- 1992 : Legacy of Lies de Bradoford May : Marianna Nania
- 1998 : Thanks of a Grateful Nation de Rod Holcomb : Tammy Boyer
- 2000 : Sex révélations de Martha Coolidge : Michelle (segment "1972")
- 2005 : Franklin Charter de Kathilynn Phillips : Maggie Keeler
- 2006 : Drift de Paul W.S. Anderson : Lauren
- 2007 : Une preuve de trop d'Arthur Allan Seidelman : Rachel McKenzie
- 2011 : Too Big to Fail : Débâcle à Wall Street de Curtis Hanson : Erin Callan
- 2016 : A Midsummer's Hawaiian Dream d'Harry Cason : Helen

#### Séries télévisées
- 1993 : Missing Persons : Helena Brusich (3 épisodes)
- 1993 - 1994 : Le Retour des Incorruptibles : Infirmière Hardy / Une prostituée (3 épisodes)
- 1993 - 1998 : Another World : Josie Watts Sinclair (45 épisodes)
- 1999 : Le Flic de Shanghaï : Cassie McGill (1 épisode)
- 1999 : La Famille Green (4 épisodes) : Dr Sedgwick
- 1999 : St. Michael's Crossing : Kelly McGloin (pilote non retenu)
- 2000 : New York Police Blues : Lisa Marantz (1 épisode)
- 2000 : Falcone : Maggie Pistone Egan (9 épisodes)
- 2000 : Les Experts : Kate Armstrong (1 épisode)
- 2000 : New York, unité spéciale : Patricia Andrews (saison 2, épisode 7)
- 2000 - 2003 : New York 911 : Alexandra "Alex" Taylor (60 épisodes)
- 2002 : Urgences : Alexandra "Alex" Taylor (1 épisode)
- 2003 : Peacemakers : Katie Owen (9 épisodes)
- 2004 : New York, police judiciaire : Collette Connolly (saison 15, épisode 2)
- 2005 - 2006 : New York, cour de justice : Procureure de district adjoint Kelly Gafney (13 épisodes)
- 2007 : NCIS : Enquêtes spéciales : Karen Sutherland (saison 5, épisode 10)
- 2008 : Esprits criminels : Cece Hillenbrand (saison 3, épisode 19)
- 2010 : Fringe : Maureen Donovan (saison 2, épisode 11)
- 2010 - 2017 : Blue Bloods : Linda Reagan (saisons 1 à 7, 155 épisodes)
- 2019 : The Society : Amanda Pressman (saison 1, épisodes 1 et 10)
- 2020 : Most Wanted Criminals (FBI: Most Wanted)
- 2024 : New York, unité spéciale : Katie McGrath (saison 25, épisode 4)

## Distinctions
Sauf indication contraire ou complémentaire, les informations mentionnées dans cette section proviennent de la base de données IMDb.

### Récompenses
- Western Heritage Awards 2004 : meilleure série télévisée dramatique pour Peacemakers

### Nominations
- Soap Opera Digest Awards 1995 : meilleure révélation féminine de l'année pour Another World
- Soap Opera Digest Awards 1997 : meilleure histoire d'amour pour Another World, nomination partagée avec Timothy Gibbs
- Daytime Emmy Awards 1998 : meilleure actrice dans un second rôle dans une série télévisée dramatique pour Another World